# Deckungsfähigkeit
Deckungsfähigkeit ist im Haushaltsrecht öffentlicher Haushalte ein Instrument, mit dessen Hilfe die sachliche Bindung einzelner Ausgaben an den vorgegebenen Ausgabentitel durchbrochen werden kann, um bei einem Haushaltstitel mehr Ausgaben zu leisten als im Haushaltsplan veranschlagt oder zugewiesen wurde, was jedoch Einsparungen bei einem oder mehreren anderen Titeln voraussetzt.

## Allgemeines
Im Regelfall sind Ausgaben im Haushaltsplan unter einem Titel veranschlagt, sodass durch Zweckbestimmung eine sachliche Bindung an den vorgesehenen Ausgabenzweck hergestellt wird (§§ 20, 46 BHO, § 19 GemHKVO). Bei der Ausführung des Haushaltsplans ist die Verwaltung an den Bewirtschaftungsgrundsatz gebunden. Dadurch sind die tatsächlichen Ausgaben für genau diesen Zweck auf die Höhe der veranschlagten Mittel begrenzt. Dieses Prinzip erweist sich jedoch als starr, wenn unerwartet höhere als die veranschlagten Ausgaben für einen bestimmten Zweck zu leisten sind. Das kann insbesondere bei öffentlichen Bauinvestitionen der Fall sein, wenn ungeplante Kostenerhöhungen eintreten. Würde hierbei der Haushaltsgrundsatz der Spezialisierung gelten, könnten die höheren Ausgaben erst im nächsten Haushaltsplan berücksichtigt werden und würden damit die aktuelle Zahlungsfähigkeit öffentlicher Auftraggeber lediglich aus haushaltstechnischen Gründen gefährden. Zu den deckungsfähigen Ausgaben gehören auch die aus dem Vorjahr übernommenen Haushaltsreste, also nicht zur Auszahlung gelangte Ausgabentitel.

## Arten
Um eine allzu starre Haushaltsführung zu vermeiden, sieht das Haushaltsrecht als Ausnahmeregelung die Deckungsfähigkeit vor. Um Mehrausgaben leisten zu können, müssen materiell entsprechende Minderausgaben bei anderen Titeln vorhanden sein. Formell ist hierzu eine Erlaubnis erforderlich, wonach eingesparte Mittel als Mehrausgaben in einem anderen Titel verwendet werden dürfen. Hierbei wird zwischen der dauerhaften (geborenen) und der zeitlich beschränkten (gekorenen) Erlaubnis unterschieden.

### Geborene Deckungsfähigkeit
Die durch Gesetz angeordnete ständige Deckungsfähigkeit wird geborene Deckungsfähigkeit genannt und ist in § 20 Abs. 1 BHO geregelt. Da es sich um eine Ausnahmeregelung zum ansonsten haushaltsrechtlich geltenden Prinzip der Spezialisierung handelt, ist sie auf die dort genannten Ausgabearten (Personalausgaben) beschränkt und darf nur im Anwendungsbereich der Bundeshaushaltsordnung und der Landeshaushaltsordnungen genutzt werden. Im Gemeinderecht ist für den Bereich der Verwaltungshaushalte ebenfalls eine geborene Deckungsfähigkeit vorgesehen (z. B. § 18 GemHVO Rheinland-Pfalz).

### Gekorene Deckungsfähigkeit
Die Möglichkeit der gekorenen Deckungsfähigkeit geht aus § 20 Abs. 2 BHO hervor. Danach müssen die deckungsfähigen Titel für einen verwandten oder ähnlichen Zweck vorgesehen sein, einen verwaltungsmäßigen Zusammenhang aufweisen und das Ziel der wirtschaftlichen und sparsamen Verwendung der Ausgaben zumindest fördern. Werden diese Voraussetzungen erfüllt, kann die Erlaubnis im Rahmen des Haushaltsgesetzes oder Haushaltsplans erteilt werden. Die generelle Erlaubnis erfolgt im Haushaltsgesetz, während eine auf einen Verwaltungszweig des Bundes/der Länder beschränkte Erlaubnis durch Haushaltsvermerk (Deckungsvermerk) im Haushaltsplan erteilt wird.

### Gegenseitige und einseitige Deckungsfähigkeit
Gegenseitige Deckungsfähigkeit liegt vor, wenn Ausgabetitel wechselseitig in Anspruch genommen werden dürfen. Dadurch sind sie gegenseitig deckungsberechtigt und deckungspflichtig. Dazu gehören nach § 19 Abs. 1 GemHKVO auch die übernommenen Haushaltsreste. Kommunale Verwaltungshaushalte sind in der Regel gegenseitig deckungsfähig. Einseitige Deckungsfähigkeit ist gegeben, wenn Mehrausgaben für einen bestimmten Titel nur durch Minderausgaben aus einem anderen Titel bestritten werden können, der letztgenannte Titel jedoch umgekehrt nicht flexibel ist. Das hat zur Folge, dass die deckungspflichtige Haushaltsposition nicht auch deckungsberechtigt ist.

## Unechte Deckungsfähigkeit
Die bisher beschriebene Deckungsfähigkeit erstreckt sich nur auf die Ausgabenseite eines Haushaltsplanes und wird daher auch als echte Deckungsfähigkeit bezeichnet. Von unechter Deckungsfähigkeit wird gesprochen, wenn Einnahmen oder Mehreinnahmen zur Verstärkung bzw. Deckung der Ausgaben herangezogen werden sollen. Umgekehrt vermindern zweckgebundene Mindereinnahmen die entsprechenden Ausgabenansätze.

## Folgen
Damit dient die Deckungsfähigkeit dazu, die auch bei sorgfältigster Schätzung der Haushaltsansätze auftretenden Abweichungen auszugleichen. Sie ermöglicht die so genannte flexible Haushaltsführung sowohl in der Kameralistik als auch in der Doppik, wodurch Ausgaben der deckungsberechtigten Haushaltsstellen solange bestritten werden können, bis keine Mittel mehr verfügbar sind. Durch die Nutzung der Deckungsfähigkeit darf das geplante Haushaltsergebnis nicht gefährdet werden (z. B. § 17 Abs. 3 GemHKVO, Land Niedersachsen). Die Bestimmung der Deckungsfähigkeit ist ein haushaltsplanerischer Vorgang und bedarf nach Kommunalrecht meist der Beschlusspflicht durch den Gemeinderat (z. B. §§ 76 Abs. 2, 41 Abs. 2 Nr. 3 Sächsische GemO).